# دیالاک
دیالاک (به بلغاری: Dyalak) یک منطقهٔ مسکونی در بلغارستان است که در سولیوو واقع شده‌است.